# Pournoy-la-Grasse
Pournoy-la-Grasse is een gemeente in het Franse departement Moselle (regio Grand Est) en telt 414 inwoners (1999). De plaats maakt deel uit van het arrondissement Metz.

## Geografie
De oppervlakte van Pournoy-la-Grasse bedraagt 7,2 km², de bevolkingsdichtheid is 57,5 inwoners per km².
De onderstaande kaart toont de ligging van Pournoy-la-Grasse met de belangrijkste infrastructuur en aangrenzende gemeenten.

## Demografie
Onderstaande figuur toont het verloop van het inwonertal (bron: INSEE-tellingen).